# Montgaillard-Lauragais
Montgaillard-Lauragais (em occitano:  Montgalhard de Lauragués) é uma comuna francesa na região administrativa da Occitânia, no departamento do Alto Garona. Estende-se por uma área de 11.12 km², com 727 habitantes, segundo o censo de 2018, com uma densidade de 65 hab/km².